# New Level Empire
A New Level Empire egy hat tagú magyar együttes. A zenekart 2013-ban alapította Nyújtó Sándor és Krajczár Péter. Első közös stúdiómunkájuk eredménye a  The Last One című számuk, mellyel bekerültek a 2014-es Eurovíziós Dalfesztivál magyarországi előválogatójába és egészen a döntőig jutottak. 2024 elején a formációból kivált Ujvári Zoltán Szilveszter és Seprényi Fanni. Kenéz-Radics Gábriel az új énekes, Fannit pedig Szabó Misu váltotta. MC-vel is bővült a formáció, Hassza Dani személyében, így a New Level Empire 2024-től hat tagú zenekarrá nőtt. A magyar rádiókban az egyik legtöbbet játszott zenekar, aranylemezzel, több platinalemezzel és Fonogram-díjjal és díjazták az együttest. A New Level Empire 2024-es első kiadványa a Nem elég, melyben 2020 után újra Wolf Kati volt a fiúk segítségére.

## Történet
A formáció 2012 nyarán jött létre, azzal a céllal, hogy zenekari formátumban, hangszeres megoldásokkal vigye színpadra a mostanában szinte kizárólag DJ-k által bemutatásra kerülő minőségi dance vonalat. Ennek megfelelően az úgynevezett live act csapat gitárral, billentyűs hangszerekkel és elektromos dobokkal szándékozott képviselni az elektronikus zenét.
Az együttes eredetileg négy tagja, 2013 őszén állt össze. Alapítói Dj Newl - polgári nevén Nyújtó Sándor – aki korábban a Quasar nevű együttesben dobosként tevékenykedett és Krajczár Péter (Krash) aki billentyűsként több könnyűzenei produkcióban működött közre, zeneszerzőként is. Hozzájuk csatlakozott Magyarország egyik legismertebb underground női DJ-je, a Petőfi Rádió lemezlovasaként dolgozó Mayer Petra (Shizuka) és a televíziós műsorvezetőként valamint a Retro School Bandből már ismert dalszerző-szövegíró-énekes-gitáros, Ujvári Zoltán Szilveszter (Zola). Az együttes tagjai tehát a hazai popélet különböző területeiről érkeztek, akik modern dance alapokon nyugvó zenei világot képviselnek.
Első közös stúdiómunkájuk eredménye a The Last One című dal, mellyel azonnal szerződtette is őket az Elephant House lemezkiadó. Produkciójuk olyan jól sikerült, hogy 2014-ben az Eurovíziós Dalfesztivál magyarországi előválogatójának döntőjében küzdhetett a csapat a Koppenhágába való kijutásért. Az Eurovíziós Dalfesztivál nemzeti döntőjének középdöntőjéből a csapatot a közönség juttatta tovább.
Ez a támogatás a letöltési listákon is egyértelműen látszott, hiszen a verseny döntőjének hetében a The Last One, a MAHASZ hivatalos dallistáján, a második legnépszerűbb magyar felvételként szerepelt. Első közös daluk kiemelkedően szerepelt még a VIVA Chart-on (2. helyezett), és az iTunes eladási listáján, ahol a dal első helyezett lett. 
2014 tavaszán jelent meg a Wanna get over című daluk és a hozzátartozó klip. Ugyanez év nyarán a Magyar Kézilabda Szövetség felkérte a zenekart, hogy készítse el a 2014-es női kézilabda-Európa-bajnokság dalát. A Hold your hands so high című számot októberben mutatták be a nyilvánosság előtt. A zenekar májustól folyamatosan koncertezett a nyári szezonban, ősszel pedig befejezték első nagylemezük munkálatait. A New Level Empire első stúdióalbuma 2014. december 15-én került az üzletekbe, amely az együttes eddigi turnéidőszakának nyolc angol nyelvű dalát tartalmazza.
A következő évben is beneveztek az Eurovíziós Dalfesztivál magyarországi előválogatójába, ahol a Homelights című szerzeményük – mely bemutatkozó nagylemezük címadója is egyben – a középdöntőig jutott.
2015. nyarán Sun of The Sun című zenéjükkel, szinte minden rádiós játszási lista élére kerültek, melyben a Kelemen Kabátban nevű együttes frontembere, Horváth Boldizsár, (művésznevén a Szerecsenkirály) is közreműködött. Az új kislemez, a 2015-ös Szegedi Ifjúsági Napok hivatalos himnusza lett.
2016 elején öttagúra bővült az eddigi quartett és az addig egyetlen hölgy mellé belépett Seprényi Fanni, aki basszusgitár fronton erősíti a csapatot.
2016 márciusában megjelent felvételük a Valahol, ezúttal magyar nyelven íródott, a dal kollaborátora pedig a hazai rap műfaj egyik kiemelkedő alakja Deniz.
2017-ben Mayer Petra kivált, hogy saját zenei karrierjére tudjon összpontosítani. Új tagként Tóth Szabina (Sabina) énekes és billentyűs érkezett, aki a 2013-ban alakult Bless zenekar énekese is. Vele készült el új daluk a Hallod látod érzed.
2019 elején jelent meg a Megtörténtünk, amelyhez természetesen újabb klip is készült. 2020 sok újdonságot tartogatott a zenekar követői számára, tavasszal megjelent a Giajjal közös Nézz és Láss, majd a Majkával közös Újra úton című daluk egyből a YouTube felkapott lista elejére került és 17 hétig vezette MAHASZ országos rádiós játszási listáját. 2021 elején újabb daluk született, a Te csak így vagy jó, amelyet a New Level Empire Wolf Katival és Horváth Boldival közösen adott elő. 
2024 elején a formációból kivált Ujvári Zoltán Szilveszter és Seprényi Fanni. Kenéz-Radics Gábriel lett az új énekes, Fannit pedig Szabó Misu váltotta. MC-vel is bővült a formáció, Hassza Dani személyében, így a New Level Empire 2024-től hat tagú zenekarrá nőtt.

## Diszkográfia

### Nagylemezek
- Homelights (2014)
- Valahol valamit valakivel (2017)
- Megtörténünk (2020)

### Középlemezek
- New Level Campfire (2022)

### Kislemezek
| Év   | Dal                                                     | Legmagasabb helyezés | Legmagasabb helyezés | Legmagasabb helyezés | Legmagasabb helyezés | Legmagasabb helyezés  | Album                     |
| Év   | Dal                                                     | Mahasz               | Mahasz               | Mahasz               | Mahasz               | Mahasz                | Album                     |
| Év   | Dal                                                     | Rádiós Top 40        | Editors' Choice      | Magyar Rádiós Top 40 | Dance Top 40         | Single (track) Top 40 | Album                     |
| ---- | ------------------------------------------------------- | -------------------- | -------------------- | -------------------- | -------------------- | --------------------- | ------------------------- |
| 2013 | The Last One                                            | 4                    | 8                    | -                    | 20                   | 2                     | Homelights                |
| 2014 | Wanna Get Over                                          | -                    | -                    | -                    | -                    | -                     | Homelights                |
| 2014 | Hold Your Hands So High                                 | 36                   | -                    | -                    | -                    | -                     | Homelights                |
| 2014 | Homelights                                              | -                    | -                    | -                    | -                    | -                     | Homelights                |
| 2015 | Son of the Sun (közreműködik Szerecsenkirály)           | 2                    | 15                   | -                    | -                    | -                     | Homelights                |
| 2015 | Scream Your Name                                        | -                    | -                    | -                    | -                    | -                     | Homelights                |
| 2016 | Valahol (közreműködik DENIZ)                            | 2                    | 23                   | 13                   | 39                   | 19                    | Valahol valamit valakivel |
| 2016 | Szerteszét                                              | 6                    | 27                   | 3                    | -                    | 17                    | Valahol valamit valakivel |
| 2017 | Hallod, látod, érzed (közreműködik Eckü)                | 30                   | -                    | 18                   | -                    | 40                    | Valahol valamit valakivel |
| 2017 | Belédfulladnék                                          | 12                   | 15                   | 1                    | -                    | 30                    | Valahol valamit valakivel |
| 2018 | Nagyon-nagyon (az AK26-tal)                             | -                    | -                    | -                    | -                    | -                     | Valahol valamit valakivel |
| 2018 | Odafuthatnánk                                           | -                    | 16                   | 2                    | -                    | -                     | Valahol valamit valakivel |
| 2018 | Valódi (közreműködik a Republic)                        | 18                   | 38                   | 10                   | -                    | 3                     | Megtörténünk              |
| 2019 | Megtörténtünk                                           | 14                   | 8                    | 1                    | -                    | 15                    | Megtörténünk              |
| 2019 | Visszatérek                                             | -                    | -                    | 31                   | -                    | -                     | Megtörténünk              |
| 2019 | Hazakísér (közreműködik Lola)                           | -                    | -                    | -                    | -                    | -                     | Megtörténünk              |
| 2020 | Nézz és láss (közreműködik Giaj)                        | -                    | -                    | 20                   | -                    | -                     | Megtörténünk              |
| 2020 | Újra úton (Majkával)                                    | 3                    | 2                    | 1                    | 32                   | 5                     | Megtörténünk              |
| 2020 | Te csak így vagy jó (Wolf Katival, közr. Horváth Boldi) | -                    | 11                   | 2                    | -                    | -                     | Nem jelent meg albumon    |
| 2021 | Az éjjel soha nem érhet véget (a Soho Party-val)        | -                    | -                    | 10                   | -                    | -                     | Nem jelent meg albumon    |
| 2021 | Az első és utolsó (Curtisszel)                          | -                    | 13                   | 1                    | -                    | -                     | Nem jelent meg albumon    |
| 2021 | Látható (Buraival)                                      | -                    | 9                    | 2                    | -                    | -                     | Nem jelent meg albumon    |
| 2022 | Nem hagylak egyedül (a Honeybeasttel)                   | -                    | -                    | 14                   | -                    | -                     | Nem jelent meg albumon    |
| 2022 | Áthajózhatnánk                                          | -                    | 36                   | 12                   | -                    | -                     | New Level Campfire        |
| 2022 | Felhők alatt (a Drafttal)                               | 24                   | 27                   | 7                    | -                    | -                     | Nem jelent meg albumon    |
| 2023 | Ne is gondolj rám (közreműködik Mardoll)                | -                    | -                    | 14                   | -                    | -                     | Nem jelent meg albumon    |
| 2023 | Velem                                                   | 26                   | 4                    | 1                    | -                    | -                     | Nem jelent meg albumon    |
| 2024 | Nem elég (közreműködik Wolf Kati)                       | -                    | 12                   | 2                    | -                    | -                     | Nem jelent meg albumon    |
| 2024 | Nekedvalóság (közreműködik Dér Heni)                    | -                    | 6                    | 2                    | -                    | -                     | Nem jelent meg albumon    |